# Giao phối ngoại đôi

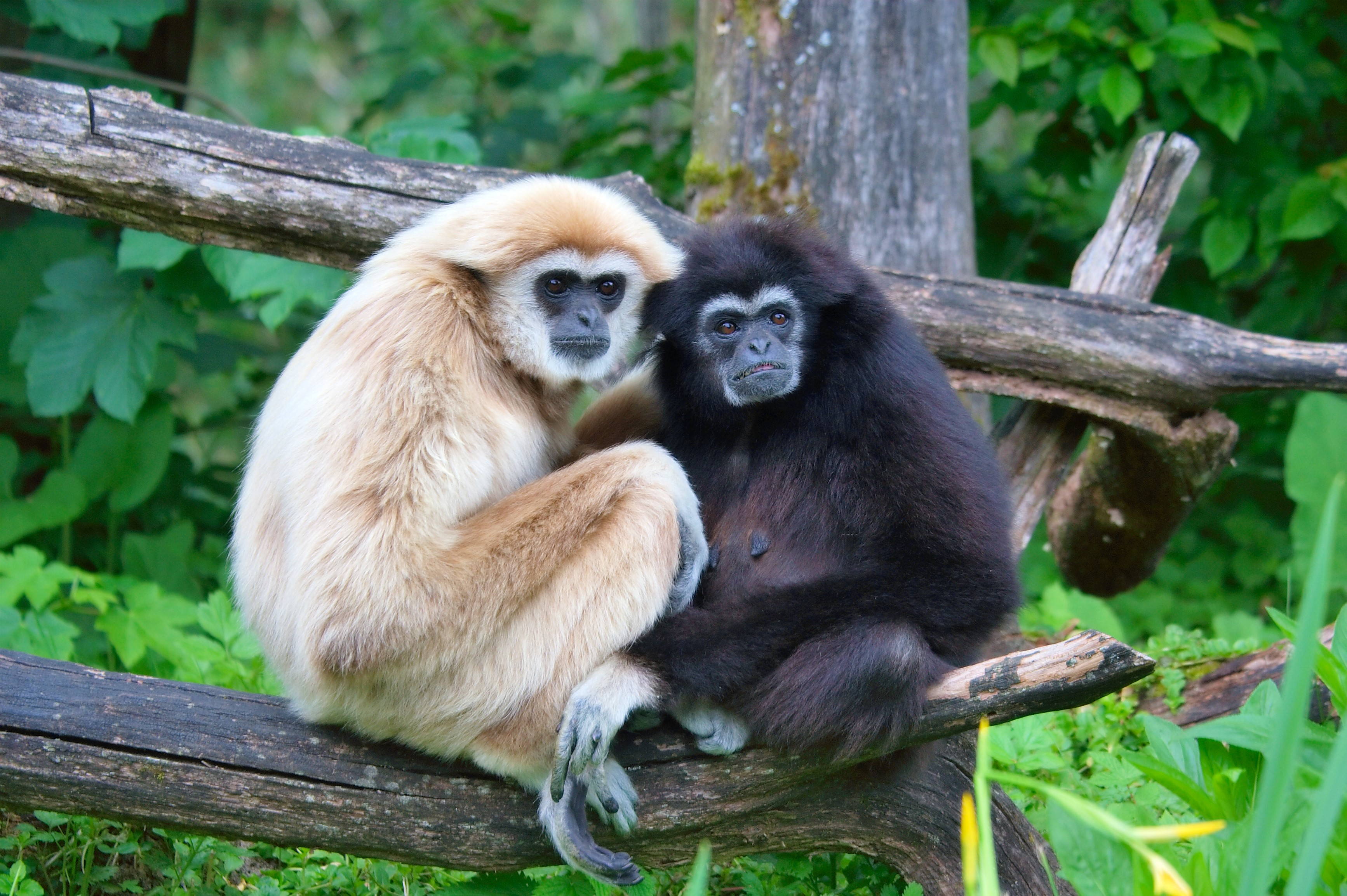
Một cặp đôi ở loài vượn

Giao phối ngoại đôi (tiếng Anh: Extra-pair copulation, viết tắt: EPC) hay giao phối ngoài cặp là một hành vi giao phối ở động vật một cách lăng nhăng của các loài có chế độ một vợ một chồng trong mùa sinh sản. Chế độ một vợ một chồng diễn ra khi một cá thể chỉ có một bạn tình tại cùng một thời điểm và từ đó hình thành mối quan hệ lâu dài và kết hợp các nỗ lực để nuôi dạy con cái với nhau, vì vậy, giao hợp ngoại đôi ("ngoài luồng") diễn ra khi một trong những cá thể này giao phối ngoài cặp đôi này, tức là đi giao phối với đối tượng khác khi đã gắn kết lâu dài với một bạn tình mà nó đã ghép đôi. Trên khắp vương quốc động vật, giao phối ngoại đôi là khá phổ biến ở các loài một vợ một chồng, và chỉ có một số rất ít các loài liên kết cặp đôi được cho là độc quyền về tình dục. 
Giao phối ngoại đôi (EPC) trong vương quốc động vật chủ yếu được nghiên cứu ở chim và động vật có vú. Những lợi ích có thể có của hành vi lăng nhăng này có thường được nghiên cứu trong các loài động vật không phải là người, như chim. Ở con đực, một số lý thuyết được đề xuất để giải thích các giao hợp ngoài cặp. Một giả thuyết như vậy là con đực tối đa hóa khả năng thành công sinh sản của chúng bằng cách giao phối với càng nhiều con cái càng tốt (Hiệu ứng Coolidge) ngoài mối quan hệ ràng buộc, có nghĩa là chúng có thể giao phối và khiến con cái bị rủi ro tối thiểu. Về phía con cái, chúng phải đầu tư công sức nhiều hơn vào việc chăm con, giao phối cặp đôi tạo ra hao phí lớn hơn vì chúng phải dành công sức mà người bạn đời của chúng có thể gặp rủi ro bằng cách mồi chài bên ngoài mối quan hệ.

## Ở động vật
Cũng như con người, EPC đã được tìm thấy ở nhiều loài động vật xã hội đơn thuần khác. Khi EPC xảy ra ở động vật thể hiện sự gắn kết xã hội giữa con đực và con cái bền vững, điều này có thể dẫn đến quan hệ ngoài cha con (EPP), trong đó con cái sinh sản với một con đực thêm cặp và do đó tạo ra EPO (con cái sinh đôi). Do lợi ích thành công sinh sản rõ ràng cho con đực, người ta thường nghĩ rằng con đực sẽ kiểm soát độc quyền EPCs. Tuy nhiên, hiện tại người ta biết rằng con cái cũng tìm đến EPC trong một số tình huống.
Giao hợp ngoài cặp đôi là phổ biến ở chim, ví dụ, loài chim di vằn, mặc dù là một vợ một chồng về mặt xã hội, nhưng không phải là một đôi vợ một chồng về tình dục và do đó, những con trống hoặc con mái của loài này sẽ sẵn sàng tham gia vào các cuộc tán tỉnh ngoài cặp và cố gắng giao hợp khi có cơ hội đến. Trong một nghiên cứu trong phòng thí nghiệm, chim di vằn mái đã giao phối trong nhiều ngày, nhiều lần với một con trống và chỉ một lần với con trống khác. 
Kết quả cho thấy nhiều trứng được thụ tinh bởi con đực thêm ngoại cặp so với dự kiến theo tỷ lệ tương ứng chỉ từ một lần giao hợp với nhiều lần giao phối với con trống khác. Tỷ lệ EPO khác nhau giữa các loài chim khác nhau. Ví dụ, ở chim xanh miền đông (eastern bluebird), các nghiên cứu đã chỉ ra rằng khoảng 35% con cái là do EPC. Ở các loài chim đa thê xã hội, EPP chỉ bằng một nửa so với các loài chim đơn tính xã hội. Một số nhà đạo đức học coi phát hiện này là sự ủng hộ cho giả thuyết sự lựa chọn của phụ nữ về hệ thống giao phối ở loài chim để cổ xúy xã hội.
Ở các loài thú, EPC đã được thể hiện ở động vật có vú theo chế độ một vợ một chồng, chẳng hạn như vượn tay trắng. Một nghiên cứu của một nhóm cho thấy 88% giao phối với nhau theo cặp và 12% giao hợp theo cặp thêm (ngoài luồng). Tuy nhiên, có nhiều thay đổi về tỷ lệ EPP ở động vật có vú. Một nghiên cứu cho thấy sự chênh lệch này trong EPP được dự đoán tốt hơn bởi các cấu trúc xã hội khác nhau của các động vật có vú khác nhau, thay vì các loại liên kết cặp khác nhau. Ví dụ, EPP thấp hơn ở những cá thể sống theo cặp so với những người sống trong các cấu trúc đơn độc (động vật sống đơn độc) hoặc gia đình.

## Di truyền học
Một số ý kiến cho rằng EPC là một cách trong đó cơ chế chọn lọc tự nhiên đang hoạt động vì lợi ích di truyền bằng việc giảm nguy cơ giao phối cận huyết, đó là lý do tại sao những con đực ngoại lai có liên quan đến EPC dường như là một tập hợp con không ngẫu nhiên. Có một số bằng chứng cho điều này ở chim, ví dụ, ở chim én, con đực có đuôi dài hơn tham gia vào EPC nhiều hơn những con có đuôi ngắn hơn. Ngoài ra, những con én cái có đôi đuôi ngắn có nhiều khả năng tiến hành EPC hơn những con có bạn tình có đuôi dài hơn. 
Một mô hình tương tự đã được tìm thấy đối với những con chim ưng mũ đen, trong đó tất cả những con đực có cặp đôi có thứ hạng cao hơn con đực trong cặp. Nhưng một số ý kiến cho rằng lợi ích di truyền cho con cái không phải là lý do con cái tham gia EPC. Một phân tích tổng hợp về lợi ích di truyền của EPC ở 55 loài chim cho thấy con cái sinh đôi không có khả năng sống sót cao hơn con cái trong cặp. Ngoài ra, con trống cặp đôi không thể hiện tốt hơn đáng kể tính trạng gen tốt so với con trống trong cặp, ngoại trừ tổng thể lớn hơn một chút.
Một lời giải thích tiềm năng khác cho sự xuất hiện của EPC ở các sinh vật nơi con cái gạ gẫm EPC là các alen điều khiển hành vi đó là pleiotropic liên giới tính. Theo giả thuyết về pleiotropy đối kháng giữa các giới tính, những người con đực hay con trống có lợi từ EPC sẽ loại bỏ các tác động tiêu cực của EPC đối với con cái. Do đó, các alen điều khiển EPC ở cả hai sinh vật sẽ tồn tại, ngay cả khi nó gây bất lợi cho sức lực của con cái. Tương tự, theo giả thuyết về pleiotropy đối kháng nội bào, alen điều khiển EPC ở con cái cũng kiểm soát một hành vi được lựa chọn tích cực, chẳng hạn như sự tiếp nhận đối với giao hợp trong cặp.